# Zheleznodorozhny, tỉnh Moskva
Zheleznodorozhny (tiếng Nga: Железнодорожный) là một thành phố Nga. Thành phố này thuộc chủ thể Moskva Oblast, 21 km về phía đông Moskva. Thành phố có dân số 103.931 người (theo điều tra dân số năm 2002). Đây là thành phố lớn thứ 155 của Nga theo dân số năm 2002. Dân số: 131,729 (Điều tra dân số 2010); 103,931 (Điều tra dân số 2002); 97,426 (Điều tra dân số năm 1989).
Zheleznodorozhny được thành lập vào năm 1861 làm một khu định cư phục vụ các trạm đường sắt Obiralovka (Обираловка), được Leo Tolstoy làm nổi tiếng vì đã biến thành nơi cái chết của nhân vật chính của cuốn tiểu thuyết Anna Karenina.
Trong năm 1938, nó được đổi tên thành Zheleznodorozhny và cấp tình trạng thị trấn vào năm 1952. Trong những năm 1960, các khu định cư Kuchino (Кучино), Savvino (Саввино), Temnikovo (Темниково), và Sergeyevka (Сергеевка) đã trở thành một phần của Zheleznodorozhny.
Kuchino là lịch sử gắn liền với tên của Andrei Bely, nhà thơ người Nga sống ở đây trong 1925-1931.
Vasili Arkhipov, một sĩ quan Hải quân Liên Xô, sống trong thành phố cho đến khi ông qua đời vào năm 1999.

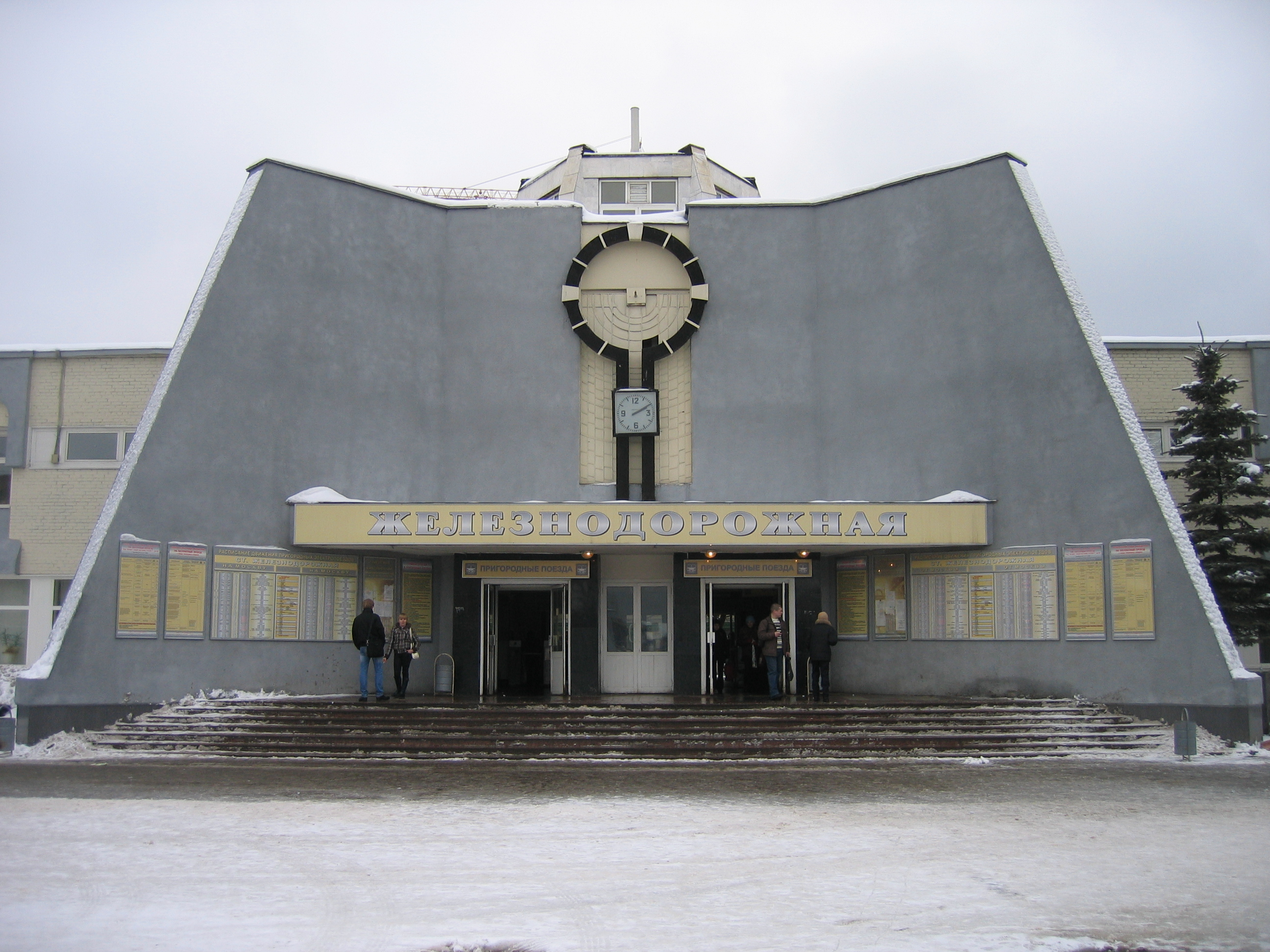
Nhà ga
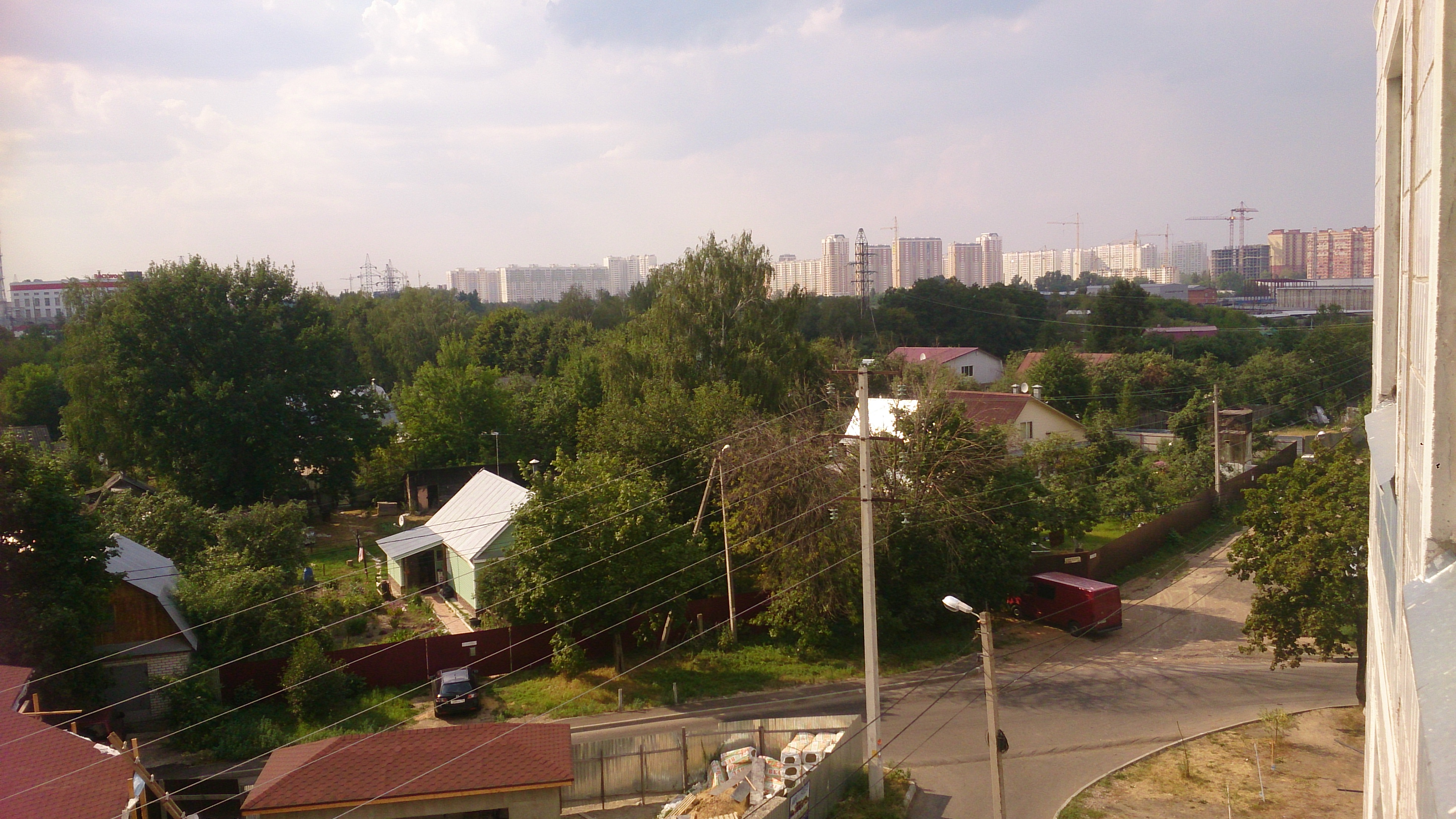
Khu dân cư
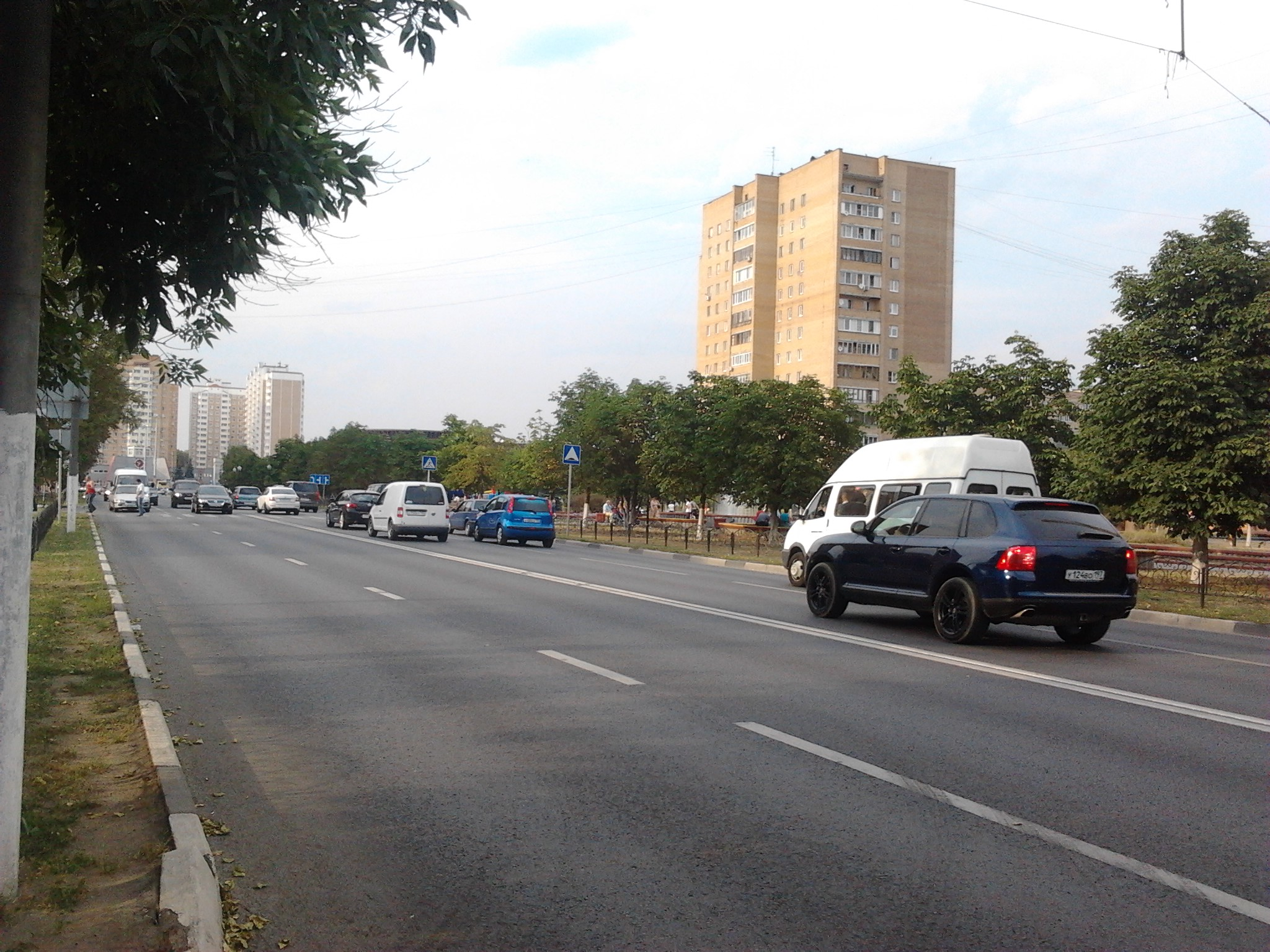
đường chính